# 4060 Deipylos
4060 Deipylos eller 1987 YT1 är en trojansk asteroid i Jupiters lagrangepunkt L4. Den upptäcktes 17 december 1987 av den belgiske astronomen Eric W. Elst och den chilenska astronomen Guido Pizarro vid La Silla-observatoriet. Den är uppkallad efter Deipylos i den grekiska mytologin.
Asteroiden har en diameter på ungefär 84 kilometer.